# Salignac, Gironde
Salignac är en kommun i departementet Gironde i regionen Nouvelle-Aquitaine i sydvästra Frankrike. Kommunen ligger i kantonen Saint-André-de-Cubzac som tillhör arrondissementet Blaye. År 2018 hade Salignac 1 756 invånare.

## Befolkningsutveckling
Antalet invånare i kommunen Salignac
Referens:INSEE